# Пехлеви, Ашраф
Принце́сса (шандухт) Ашраф уль-Мульк Пехлеви́ (перс. اشرف پهلوی‎; 26 октября 1919, Тегеран — 7 января 2016, Нью-Йорк) — сестра-близнец последнего шаха Ирана Мохаммеда Реза Пехлеви.

## Биография
В 1934 году вместе со своей сестрой Шамс первыми из женщин Ирана отказались от чадры, паранджи и хиджаба. В 1943 году основала Фонд социальных служб, а в 1949 – Верховный совет иранских женщин, впоследствии работала в руководстве множества иранских общественных организаций, занимавшихся вопросами женщин, ликвидации неграмотности, правам человека.
Считается, что действия Ашраф и матери шаха, Тадж ол-Молук, по координации сил, верных монархии внутри и за пределами Ирана, были одним из наиболее важных факторов успеха переворота 1953 года.
Возглавляла также Комиссии по положению женщин при ООН.
Уильям Шоукросс писал о свидетельстве последнего шахского посла в Великобритании, Первеза Раджи, что во время революции шах попросил Ашраф покинуть страну, потому что она стала символом коррупции и расточительности семьи Пехлеви. Шахский министр иностранных дел Ардешир Захеди утверждал, что премьер-министр Ирана Амир Аббас Ховейда выделил ей 350 тысяч долларов на её сопровождение на сессию ООН в Нью-Йорке одним из любовников и его расходы. Имелись и иные свидетельства о её расточительстве и коррупции.
Была вынуждена покинуть Иран и отправиться в Париж после исламской революции, где и жила до своей смерти в 2016 году.
Была переводчиком на персидский язык нескольких книг доктора Б. Спока. Автор воспоминаний «Лица в зеркале: мемуары из ссылки» (Faces in a Mirror: Memoirs from Exile (1980)) и «Время правды» (Time for Truth (1995)).

## Визит в СССР
В 1946 году посетила СССР и побывала в усадьбе «Архангельское», а также с трехдневным визитом — в столице Украинской ССР Киеве. Во время визита 21 июля 1946 года она была награждена орденом Трудового Красного Знамени

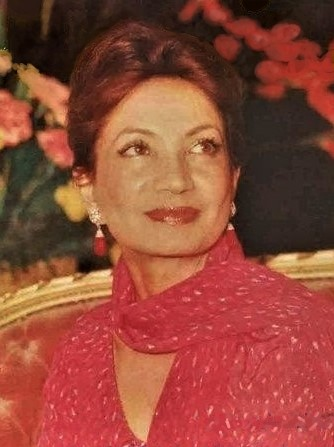
Принцесса Ашраф в 1974 году

## Общественная и политическая деятельность
- Почётный доктор университета Брандейса в США[3].
- Член Комиссии по правам человека в ООН и Комиссии ООН по делам женщин[3].

## Семья
Принцесса была трижды замужем:
- Первый муж — Его Высочество Принц Мирза Али Мухаммед Хан Квавам (из одной из владетельных династий Ирана)[2];
- Второй муж — Ахмад Шафик-паша (сын египетского министра), фактически развелись за 9 лет до официального развода[2];
- Третий муж — доктор Мехди Бушехри (директор Иранского дома в Париже)[2].

Дети:
- От первого брака — сын Шахрам[2];
- От второго брака — сын, впоследствии капитан Имперского флота Шахрияр Мустафа и дочь Азаде. В результате теракта 7 декабря 1979 года сын Шахрияр был убит агентом исламского правительства Ирана в Париже[2].